# Charly Horneman
Charly Ngos Nouck Horneman, auch Charly Nouck oder Charly Nouck Horneman (* 21. März 2004), ist ein dänischer Fußballspieler. Er spielt bei Odense BK und ist dänischer Nachwuchsnationalspieler.

## Karriere

### Laufbahn im Vereinsfußball
Charly Horneman, Sohn einer Mutter aus Kamerun und eines dänischen Vaters, begann mit dem Fußballspielen bei Odense KS, bevor er über Næsby Boldklub in die Jugendabteilung von Odense BK wechselte. Am 18. Juli 2022 gab er im Alter von 18 Jahren bei der 0:2-Niederlage im Heimspiel gegen den FC Nordsjælland sein Profidebüt in der Superligaen.

### Nationalmannschaft
Am 21. September 2022 gab Charly Horneman beim 3:1-Sieg im EM-Qualifikationsspiel in Hjørring gegen Georgien sein Debüt für die dänische U19-Nationalmannschaft.